# Poczapki
Poczapki (ukr. Почапки, Poczapky) – wieś na Ukrainie, w obwodzie rówieńskim, w rejonie rówieńskim, w hromadzie Ostróg. W 2024 liczyła 460 mieszkańców, spośród których 459 wskazało jako ojczysty język ukraiński.
Do 2020 roku w rejonie ostrogskim.
W okresie międzywojennym wieś Milatyn-Poczapki znajdowała się w granicach II RP, wchodząc w skład gminy Sijańce w powiecie zdołbunowskim, w województwie wołyńskim.